# Rua dos Heróis de Quionga
A Rua dos Heróis de Quionga fica situada no limite entre as freguesias de Arroios e Penha de França, Lisboa, Portugal.
A antiga Travessa do Caracol da Penha foi rebatizada em 1916 para celebrar os combatentes que durante a Primeira Guerra Mundial reconquistaram aos alemães o posto de Quionga e o Triângulo de Quionga, na foz do rio Rovuma, em Moçambique.